# Fridrich IV. Lotrinský
Fridrich IV. Lotrinský (francouzsky Ferry IV de Lorraine; 15. dubna 1282 – 23. srpna 1328/duben 1329)? byl lotrinský vévoda.

## Život
Fridrich byl synem lotrinského vévody Theobalda II. a Isabely z Romigny. Roku 1304 se oženil Alžbětou, dcerou zavražděného římského krále Albrechta Habsburského. Jako švagr a spojenec Fridricha Habsburského se zúčastnil bitvy u Mühldorfu, kde byl zajat a k jeho propuštění došlo po intervenci francouzského krále Karla IV. Na oplátku byl Fridrich nucen přislíbit, že nebude zasahovat do říšských záležitostí. V letech 1324–1326 vedl s Eduardem z Baru, Janem Lucemburským a jeho strýcem Balduinem válku s městem Méty.
Datum jeho skonu je nejisté, je možné, že padl v létě 1328 v bitvě u Casselu či zemřel v dubnu následujícího roku. Pohřben byl v rodové nekropoli v cisterciáckém klášteře Beaupré. Dědicem se stal nezletilý syn Rudolf a ovdovělá Alžběta se na čas stala regentkou.